# Chiesa di Santa Maria delle Grazie (Montemassi)
La chiesa di Santa Maria delle Grazie è un edificio sacro situato a Montemassi, nel comune di Roccastrada.

## Storia
L'impianto originale della chiesa risale al XIII secolo, ma fu ricostruita all'inizio del XVII secolo in sostituzione di una cappella dedicata alla Madonna. Ulteriori lavori di ristrutturazione sono stati effettuati agli inizi del XX secolo.

## Architettura
L'oratorio ha pianta quadrata con abside semicircolare ed è preceduto da un portichetto a tre archi.
Nell'interno ad aula unica, sull'altare maggiore decorato in stucco secondo modalità barocche è collocata una macchina lignea processionale di accurata fattura ottocentesca con al centro la copia della Madonna col Bambino attribuita alla bottega di Matteo di Giovanni, ora conservata nella chiesa parrocchiale.